# 芹澤鴨
芹澤鴨（日语：／ Serizawa Kamo，？—1863年10月28日），諱光幹，全名芹澤鴨平光幹。是一位日本剑客，幕末水戶藩浪士，新選組筆頭（第一任局長）。芹澤鴨的劍術具有「神道無念流」出師的工夫。

## 生平
日本常陸國行方郡芹澤村出生，芹澤貞幹的第三子。加入水戶天狗黨之後不久，在內部抗爭中因殺人罪被判死刑，後來被赦免而獲釋。1863年與近藤勇等人成立新選組的前身「壬生浪士組」，芹澤任局長。外表據時人描述，芹澤鴨的身材高大壯碩，皮膚偏白，眼睛細小，擅飲酒，經常將雙手叉在懷中四處走來走去。由於芹澤屢次在外生事，引起支持新選組運作的會津藩主松平容保不滿，同年舊曆九月（等同於現今曆法的10月28日）芹澤被近藤一派殺死。

## 登場作品
動漫畫
- 青之壬生浪（講談社、安田剛士作）